# Iemochi Tokugawa
Iemochi Tokugawa (jap. 徳川家茂 Tokugawa Iemochi; ur. 17 lipca 1846, zm. 29 sierpnia 1866) – czternasty siogun z rodu Tokugawa. Rządził od 1858 do 1866.

## Życiorys
Urodzony w Edo, Iemochi Tokugawa był najstarszym synem Nariyukiego Tokugawy, który z kolei był najmłodszym synem Ienariego Tokugawy. Jako dziecko nosił imię Kikuchiyo. 
Po śmierci ojca w 1847 roku został uznany następcą Narikatsu Tokugawy, pochodzącego z bocznej linii Tokugawów. Tytularnym przywódcą rodziny został w 1850 roku, a w roku 1851 przyjął imię Yoshitomi. 
W roku 1858 został kandydatem na władcę wojskowego (sioguna) Japonii po bezpotomnej śmierci poprzednika, Iesady Tokugawy. Yoshitomi, a raczej jego stronnicy na czele z Naosuke Ii, daimyō hanu Hikone, musiał stoczyć walkę z frakcjami popierającymi Yoshinobu Tokugawę, późniejszego piętnastego sioguna, oraz zwolennikami daimyō Tsuyamy, Naritamiego Matsudairy. Na niekorzyść chłopca działał fakt, że dwaj jego konkurenci zdążyli już osiągnąć pełnoletność. Mimo to głos zwolenników Yoshitomiego przeważył, a nowy siogun przyjął imię Iemochi.
W imieniu małoletniego sioguna rządził Naosuke Ii jako tairō, główny minister sioguna. Jego rządy nie cieszyły się uznaniem i został zamordowany w 1860 roku. Był to tzw. incydent przy bramie Sakurada zamku Edo w Edo (obecnie Tokio). Pomimo tego, że na głowę rodziny Hitotsubashi, najważniejszej gałęzi rodu Tokugawa wybrano Yoshinobu Tokugawę, Iemochi zachował tytuł sioguna.
22 lipca 1863 roku siogun Iemochi na czele 3000 przybocznych odbył podróż do Kioto na wezwanie cesarza Kōmei. Był to pierwszy od 1633 roku przypadek, gdy siogun przybył do cesarskiej siedziby. W celu poprawy stosunków siogunatu z dworem w Kioto cesarz wydał za Iemochiego swoją siostrę, księżniczkę Chikako. Przedwczesna śmierć Iemochiego, 29 sierpnia 1866 roku na zamku w Osace przerwała dalsze plany cesarza związane z odzyskaniem władzy.
Iemochi Tokugawa nie cieszył się dobrym zdrowiem. Od dziecka cierpiał z powodu chronicznych napadów kaszlu. Śmierć w wieku zaledwie 20 lat na atak serca była wywołana prawdopodobnie niedoborem witaminy B1.

## W kulturze
Iemochi Tokugawa jest jednym z bohaterów książki Jamesa Clavella „Gai-jin” jako Nobusada Toranaga.